# Microsporum nanum
Microsporum nanum är en svampart som beskrevs av C.A. Fuentes 1956. Microsporum nanum ingår i släktet Microsporum och familjen Arthrodermataceae.   Inga underarter finns listade i Catalogue of Life.